# Оно: Добро пожаловать в Дерри
«Оно́: Добро́ пожа́ловать в Де́рри» (англ. It: Welcome to Derry) — будущий американский сериал в жанре ужасов о сверхъестественном, основанный на романе Стивена Кинга «Оно», опубликованном в 1986 году. Представляет собой приквел к фильмам «Оно» (2017) и «Оно 2» (2019), также снятым по мотивам книги. Разработчиками выступили Энди Мускетти, Барбара Мускетти и Джейсон Фукс. Действие сериала происходит в 1962 году, за 27 лет до событий первого фильма. Билл Скарсгард повторил роль Оно / Пеннивайза из картин 2017—2019 годов; также в главных ролях снялись Джован Адепо, Крис Чок, Тейлор Пейдж, Джеймс Ремар и Стивен Райдер.
Сериал выйдет на телеканале HBO в октябре 2025 года.

## В ролях

### Основной состав
- Джован Адепо — Хэнлон[2]
- Крис Чок
- Тейлор Пейдж
- Джеймс Ремар
- Стивен Райдер[англ.]
- Билл Скарсгард — Оно / Пеннивайз

### Второстепенный состав
- Мэделин Стоу
- Алисандра Фукс
- Кимберли Герреро[англ.]
- Дориан Грей
- Томас Митчелл
- Би Джей Харрисон
- Питер Аутербридж
- Шейн Марриотт
- Чад Рук
- Джошуа Оджик[англ.]
- Морнингстар Анджелин
- Руди Манкусо[англ.]

## Производство
В марте 2022 года издание Variety сообщило, что Энди Мускетти, Барбара Мускетти и Джейсон Фукс разрабатывают и выступают исполнительными продюсерами сериала для HBO Max под названием «Добро пожаловать в Дерри» — по их задумке, сюжет охватит 1960-е годы, предшествующие событиям фильма «Оно» (2017), и будет включать историю происхождения существа, известного как Пеннивайз / Оно. В ноябре 2022 года Джейсон Фукс и Брэд Кэйн стали шоураннерами проекта. В феврале 2023 года сериал получил зелёный свет. Тогда же стало известно, что Энди Мускетти срежиссирует несколько серий, включая пилотную, а Фукс подготовит сценарий.
В апреле 2023 года Джован Адепо, Крис Чок, Тейлор Пейдж и Джеймс Ремар вошли в актёрский состав сериала. В том же месяце к ним присоединились Стивен Райдер в главной роли и Мэделин Стоу во второстепенной роли. Съёмки стартовали в мае 2023 года в Торонто, Гамильтоне и Порт-Хоупе и проходили под рабочим названием «Greetings from Fairview» (с англ. — «Привет из Фэрвью»). Одной из съёмочных локаций была Средняя школа Дельта. Производство должно было завершиться в декабре, однако было приостановлено в середине июля было из-за забастовки SAG-AFTRA. Съёмки возобновились 22 января 2024 года. В мае журнал Deadline Hollywood объявил, что Билл Скарсгард работает над «Добро пожаловать в Дерри» в качестве исполнительного продюсера, а также повторит роль Пеннивайза из дилогии Мускетти. Ещё стало известно, что сериал будет состоять из девяти серий, четыре из которых срежиссирует Мускетти. В июне 2024 года к составу второстепенных актёров присоединились Алисандра Фукс, Кимберли Герреро, Дориан Грей, Томас Митчелл, Би Джей Харрисон, Питер Аутербридж, Шейн Марриотт, Чад Рук, Джошуа Оджик и Морнингстар Анджелин. В июле 2024 года второплановую роль получил Руди Манкусо.
2 августа 2024 года съёмки завершились. Несколькими днями позже сериал обзавёлся заголовком «Оно: Добро пожаловать в Дерри». В январе 2025 года стало известно, что сериал будет состоять из трёх сезонов: действие первого развернётся в 1962 году, второго — в 1935-м, а третьего — в 1908-м.
20 мая 2025 вышел первый трейлер сериала.

## Релиз
Сериал «Оно: Добро пожаловать в Дерри», состоящий из девяти серий, начнёт транслироваться на телеканале HBO в октябре 2025 года. Ранее релиз планировался на потоковом сервисе Max на 2025 год.